# Guillermo Kettler
Guillermo Kettler (Mitau, 20 de junio de 1574 - Kukulova, 7 de abril de 1640) fue el segundo duque de Curlandia y Semigalia. Guillermo gobernó la región occidental de Curlandia, mientras que su hermano Federico gobernó la región oriental de Semigalia.
Guillermo fue el hijo menor de Gotthard Kettler y Ana de Mecklemburgo. Cuando su padre murió en 1587, su hermano Federico y él heredaron el Ducado de Curlandia y Semigalia, y ambos decidieron divirse el ducado entre ellos. Guillermo gobernó la porción de Curlandia, con su sede de gobierno ubicada el Kuldīga. En 1609 se casó con la Princesa Sofía de Prusia, la hija del el duque de Prusia, Alberto Federico, recibiendo como dote el territorio de Grobina. Debido a conflictos que tuvo con la nobleza, perdió el ducado en 1617 y emigró.
Murió en la abadía de Kukulva en Pomerania el 7 de abril de 1640. Su hijo, el duque Jacobo Kettler de Curlandia hizo que trajeran sus restos a Curlandia en 1643. Fue enterrado en la cripta ducal el 23 de febrero de 1643.